# David Lindgren
David Lindgren (Skellefteå, 28 april 1982) is een Zweedse zanger en presentator.

## Carrière
Lindgrens carrière begon in 2009 toen hij te gast was in het Zweedse televisieprogramma Så ska det låta In 2010 was hij voor de tweede keer in de show te zien.
In 2012 werd hij echter bij het grote publiek bekend toen hij meedeed aan Melodifestivalen 2012 waar hij deelnam aan de tweede halve finale. Daar bereikte hij een tweede plaats, genoeg om door te stoten naar de grote finale. Lindgren werd vierde in de finale en daarmee niet de deelnemer voor Zweden op het Eurovisiesongfestival 2012.
Lindgen staat onder contract bij de platenmaatschappij EMI Sweden. In 2013 waagt hij weer een poging wagen om Zweden te vertegenwoordigen op het Eurovisiesongfestival. Hij trad aan in de eerste voorronde van Melodifestivalen met het lied Skyline, eindigde bij de beste twee en verdiende daarmee een plek in de finale van zaterdag 9 maart.
In 2017 en 2018 was hij een van de presentatoren van Melodifestivalen.
- International Standard Name Identifier: 0000 0004 6692 3924
- MusicBrainz: e86cb551-732d-4b2d-bb9f-83a9ca17a9c1